# 田中舘哲彦
田中舘 哲彦（たなかだて てつひこ、1947年 - ）は、日本の文筆家、スポーツライター。

## 人物
新潟県生まれ。スポーツ・ノンフィクションを中心に、歴史もの、ノベライゼーションなどを執筆する。
はじめ田中館哲彦の表記だったが1997年より現在の表記となる。

## 著書
- 未踏への挑戦 加藤保男の生涯 汐文社 1983.10 (同時代叢書)
- 燃えろ!キッカーズ 汐文社 1984.3 ジュニアノンフィクション)
- キックに夢をのせて 汐文社 1984.12 ジュニアノンフィクション)
- ぼくらの初勝利 汐文社 1985.4 ジュニアノンフィクション)
- きみが輝くとき 不屈のサッカー少年物語 松山善三共著 講談社 1985.7
- 遠い青春の快走 寺尾姉妹物語 ベースボール・マガジン社 1986.7 (スポーツ・ノンフィクション・シリーズ)(寺尾正・文)
- 愛と不安の夏 原爆乙女沙依子の軌跡 主婦の友社 1987.8
- 友情とライバル スポーツマンシップとはなにか? 汐文社 1988.3 (シリーズきみにおくるすばらしいスポーツ)
- 極限へチャレンジ 自分とのたたかい 汐文社 1988.3 (シリーズきみにおくるすばらしいスポーツ)
- 心の光を見て走れ! 障害者とスポーツ 汐文社 1988.3 (シリーズきみにおくるすばらしいスポーツ)
- 日本スポーツを救え 野人岡部平太のたたかい 平凡社 1988.7
- 横須賀の女 東研出版 1989.9
- やったぜミラクルアントラーズ 汐文社 1993.11 (めざせ!Jリーグ)
- ゴールゴールレッズgo  汐文社 1993.12 (めざせ!Jリーグ)
- われないコロンブスの卵  汐文社 1993.3 (自然はデッカイ友だちだ)
- オーレオレオレンジ旋風エスパルス 汐文社 1993.10 (めざせ!Jリーグ ; 1)
- めざせ!Jリーグ超へたイレブン 汐文社 1993.7
- 黄金の大仮面とおどるガイコツ アンデス文明を書きかえる日本人考古学者島田泉 学習研究社 1994.9
- フライングシュートだフリューゲルス 汐文社 1994.1 (めざせ!Jリーグ ; 4)
- スーパーキックグランパス 汐文社 1994.2 (めざせ!Jリーグ ; 5)
- スキーはぼくの夢ランド 荻原健司物語 汐文社 1994.2
- 1・2のサンフレッチェ  汐文社 1994.10 (燃えろ!Jリーグ! ; 1)
- エキサイティングジュビロ  汐文社 1994.3 (めざせ!Jリーグ ; 6)
- それいけ!レイソル 汐文社 1995.11 (チャレンジ!Jリーグ ; 2)
- パワフル!セレッソ 汐文社 1995.11 (チャレンジ!Jリーグ ; 1)
- 西宮少年サッカークラブ 大震災をのりこえ、栄光の全国大会へ! 汐文社 1995.12
- チャンスだジェフ!Vサイン 汐文社 1995.1 (燃えろ!Jリーグ! ; 2)
- パワー全開!がんがんガンバ 汐文社 1995.1 (燃えろ!Jリーグ! ; 3)
- チャレンジスピリッツ!ヴェルディ 汐文社 1995.3 (燃えろ!Jリーグ! ; 6)
- ビッグウェーブ!マリノス  汐文社 1995.3 (燃えろ!Jリーグ! ; 5)
- わくわくイレブン!ベルマーレ 汐文社 1995.3 (燃えろ!Jリーグ! ; 4)
- 小堀遠州物語 日本のレオナルド・ダ・ヴィンチ 汐文社 1996.2
- ファイティング!ヴィッセル 汐文社 1996.2 (チャレンジ!Jリーグ ; 6)
- ワイルド!アビスパ 汐文社 1996.3 (チャレンジ!Jリーグ ; 3)
- アタック!フューチャーズ 汐文社 1996.3 (チャレンジ!Jリーグ ; 4)
- スピーディ!サンガ 汐文社 1996.3 (チャレンジ!Jリーグ ; 5)
- 人形はだませない 人間国宝・市橋とし子 TBS 1997.3
- 小説どんぐりの家 山本おさむ原作 汐文社 1997.12
- ワールドカップの歴史 汐文社 1998.3 (ワールドカップを楽しもう ; 1)
- ワールドカップのヒーローたち 汐文社 1998.3 (ワールドカップを楽しもう ; 2)
- ワールドカップへの挑戦 汐文社 1998.4 (ワールドカップを楽しもう ; 3)
- メイキングオブ「アイ・ラヴ・ユー」 汐文社 1999.11
- がんばれ!ロッキーズ!! 汐文社 1999.2
- オリンピックおもしろ情報館 1－3 汐文社 2000.4
- あの子を探して チャン・イーモウ監督 汐文社 2001.7
- 核のない21世紀を ヒロシマからのメッセージ 片桐直樹原案 汐文社 2001.4
- 唐招提寺と鑑真和上物語 汐文社 2001.1
- ドーバー海峡を掘ったモグラマシン シールドマシン開発物語 学習研究社 2003.3 (世界を変えた日本の技術)
- はだしのゲン テレビドラマ版 中沢啓治原作・君塚良一脚本 ワイズ 2007.7

| スタブアイコン | サブスタブ | この項目は、まだ閲覧者の調べものの参照としては役立たない、文人（小説家・詩人・歌人・俳人・作詞家・作家・放送作家・随筆家（コラムニスト）・文芸評論家）に関連した書きかけの項目です。この項目を加筆・訂正などしてくださる協力者を求めています（P:文学/PJ:作家）。 |